# 达让语

达让语，又称迪加罗语，是藏缅语族的一种语言，主要分布在阿鲁纳恰尔邦东北部和西藏自治区东南部察隅县。约有9000人使用。达让人在中国被分为僜人的一支。

## 名称
据Jiang, et al. (2013:2)，他们的自称是tɑ˧˩rɑŋ˥˧或da˧˩raŋ˥˧，在中国是tɯŋ˥˧(登、僜)。格曼语的称呼是tɕi˧˩moŋ˧˥，义都语的称呼是tɑ˧˩rɑŋ˧˥，阿萨姆语称呼是“迪加罗米什米”Digaro Mishmi。

## 分部

### 印度
达让语在阿鲁纳恰尔邦鲁西特县几个社区有分布(民族语)。迪邦山谷县和阿萨姆邦也有分布。

### 中国
据Jiang, et al. (2013:2)，达让语分布在西藏察隅县下列村。
- 额河流域
  - 吉玉村(也称巨玉)
  - 次巴村
  - 如苏村
  - 德门村
  - 自更村
  - 下尼村
- 巴安通
  - 新村
- 桑昂河流域
  - 嘎尧村
- 察隅河流域
  - 下察隅镇洞冲